# Kíssamos (province)

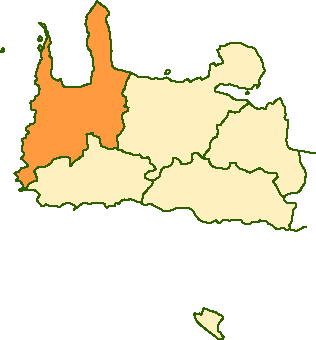
La province de Kíssamos

La province de Kíssamos  est une ancienne province de la côte nord-ouest de la Crète, faisant partie du nome de la Canée. Elle est notamment marquée par la présence de deux péninsules encadrant la baie de Kíssamos : celle de Gramvoússa à l'est et celle de Rodopos à l'ouest.
La capitale était la ville de Kíssamos.